# Aleksander Kwaśniewski
Aleksander Kwaśniewski (phát âm tiếng Ba Lan: [alɛˈksandɛr kfaɕˈɲɛfskʲi] ⓘ; sinh ngày 15 tháng 11 năm 1954) là chính trị gia và nhà báo người Ba Lan. Ông là Tổng thống Ba Lan từ năm 1995 đến năm 2005. Ông sinh ở Białogard, và trong suốt khoảng thời gian cầm quyền của chính phủ cộng sản ông hoạt động trong Liên minh Xã hội Sinh viên Ba Lan và là Bộ trưởng Thể thao trong chính phủ cộng sản thập niên 1980. Sau khi chính quyền cộng sản sụp đổ, ông trở thành lãnh đạo phe cánh tả Đảng Dân chủ Xã hội Ba Lan, kế vị đảng cầm quyền trước đó Đảng Công nhân Liên đoàn Ba Lan, và đồng sáng lập Liên minh Dân chủ Cánh tả.